# جامعة كيب تاون
جامعة كيب تاون (بالإنجليزية: University of Cape Town)‏ هي جامعة بحثية حكومية مقرها مدينة كيب تاون بمقاطعة كيب الغربية بجنوب إفريقيا. تأسست سنة 1829 باسم «الكلية الجنوب إفريقية» (بالإنجليزية: South African College)‏، وهي أقدم جامعة في جنوب إفريقيا وثاني أقدم جامعة قائمة في أفريقيا، كما أنها من أفضل الجامعات في أفريقيا حيث أن ترتيبها هو الأول أفريقياً حسب تقييم ويبوميتركس العالمي للجامعات في يوليو 2014.

## الكليات والمراكز
- كلية التجارة.
- كلية الهندسة والبيئة المبنية.
- كلية العلوم الصحية.
- كلية العلوم الإنسانية.
- كلية القانون.
- كلية العلوم.
- مركز تطوير التعليم العالي.

## أبرز الخريجين
- رالف بنش: دبلوماسي أمريكي ومختص بالعلوم السياسية، حصل على جائزة نوبل في السلام سنة 1950 لدوره في عقد اتفاقية الهدنة سنة 1949 بين إسرائيل ودول الطوق العربي.
- ماكس تيلر: عالم فيروسات حصل على جائزة نوبل في الطب سنة 1951 لاكتشافه لقاحاً ضد الحمى الصفراء.
- البروفيسور ألان كورماك: فيزيائي أمريكي جنوب إفريقي حصل على جائزة نوبل في الطب عام 1979 لأبحاثه حول التصوير الطبقي المحوسب بالأشعة السينية (الأشعة المقطعية).
- السير آرون كلوغ: حصل على جائزة نوبل في الكيمياء سنة 1982.
- البروفيسور جون ماكسويل كويتزي: حصل على جائزة نوبل في الآداب سنة 2003.
- تيندايش تشيتيما ممثلة زيمبابوية.

## أعلام
- كاروثرز بيتي

## وصلات خارجية
- الموقع الرسمي للجامعة